# عمدات

تعديل مصدري - تعديل

عمدات هي إحدى قرى عزلة القارة بمديرية رصد التابعة لمحافظة أبين، بلغ تعداد سكانها 193 نسمة حسب تعداد اليمن لعام 2004.